# Sputnik (film)
Sputnik - Terrore dallo spazio è un film del 2020 diretto da Egor Abramenko al suo debutto alla regia. È interpretato da Oksana Akin'šina nel ruolo di un giovane medico che viene reclutato dai militari per valutare un cosmonauta che è sopravvissuto ad un misterioso incidente nello spazio e tornato sulla Terra con un pericoloso organismo dentro di lui. Oltre ad Akinshina, il cast del film include Pëtr Fëdorov e Fëdor Bondarčuk.
Sputnik doveva essere presentato in anteprima mondiale al Tribeca Film Festival nell'aprile 2020 prima che quest'ultimo venisse posticipato a causa della pandemia di COVID-19. Il film è stato distribuito in video on demand in Russia il 23 aprile 2020. Ha ricevuto recensioni generalmente positive dalla critica.

## Trama
1983. Due cosmonauti sovietici, impegnati in una missione di ricerca orbitale, hanno sperimentato qualcosa di inspiegabile mentre tornavano sulla Terra: vedono qualcosa muoversi all’esterno della loro navicella Orbit-4. Essa non funziona correttamente durante la fase di rientro e solo uno dei cosmonauti, Konstantin, sopravvive. Ma è chiaro che qualcosa non va in lui. Viene portato in una struttura militare isolata, dove viene condotta anche la dottoressa Tat'jana Klimova, una giovane psichiatra sottoposta a un'inchiesta disciplinare per i suoi approcci controversi, ma reclutata dall'ufficiale in carica, il colonnello Semiradov, per il suo talento. Non le viene detto il vero motivo della quarantena di Konstantin, ma scopre presto che il cosmonauta ha riportato una forma di vita extraterrestre all'interno del proprio corpo, senza saperlo lui stesso. La creatura esce durante la notte, mentre il suo ospite dorme. Il colonnello Semiradov le rivela che è qui per determinare se si riesce a separare Konstantin dalla creatura, poiché sembrano aver sviluppato una relazione completamente simbiotica, con la creatura che vive nell'esofago del cosmonauta e beneficia dei suoi nutrienti, mentre Konstantin ha mostrato un completo recupero, definito impossibile, dalle ferite riportate durante l'atterraggio.
Tat'jana affronta Konstantin con lo scopo di stressarlo, dicendogli che sa che ha abbandonato suo figlio in un orfanotrofio, sottolineando che non è un eroe nazionale come lui sostiene, bensì un codardo che non si cura di suo figlio. Grazie a questo, scopre che la creatura è influenzata dai livelli ormonali e che uno dei video che le è stato mostrato è stato alterato, il che la porta a scoprire una verità orribile: la creatura non si nutre di quello che mangia Konstantin, ma di esseri umani vivi, in particolare dei prigionieri condannati ai lavori forzati. La creatura si mostra alle sue vittime per aumentare la loro paura, il che fa sì che il cervello accumuli cortisolo, da cui l'alieno trae il suo nutrimento. Disgustata ed inorridita da ciò, affronta Semiradov, solo per sentirsi dire che il vero motivo per cui sono lì è quello di trovare un modo per trasformare l'alieno in un'arma controllabile. Semiradov chiede lei se collaborerà, cosa su cui sembra essere d'accordo.
Poiché Tat'jana ha sviluppato una relazione più che amichevole con Konstantin, lo porta a correre nel cortile della struttura e, con il pretesto di allenarsi, lo informa che ha una creatura parassita dentro di lui, svelando anche i reali piani dei militari. Accettano di eludere la sorveglianza e di incontrarsi più tardi, quando lei gli mostrerà i corpi delle persone che la creatura ha ucciso, il cosmonauta che era nella navicella con Konstantin: non è stato infettato dal parassita perché malato e con bassi livelli di cortisolo, condizione non rilevata dai test effettuati prima della missione, ma che la creatura doveva essere stata in grado di percepire. In realtà Konstantin è ben consapevole dell'ospite indesiderato e di ciò che la creatura fa quando non è dentro di lui; Tat'jana è scioccata da questa rivelazione, ma Konstantin le dice che vuole prendersi cura di suo figlio, e farà perciò di tutto per uscire da quel posto.
Tat'jana finalmente decide di aiutare Konstantin e, anche grazie ad un altro medico all'interno della struttura, mette in atto una fuga. Dà a Konstantin una siringa con farmaci che simuleranno la malattia di Addison, lo stesso tipo di malattia dell'altro cosmonauta: tecnicamente questo costringerebbe la creatura ad uscire e, si ipotizza, morire entro un'ora fuori dal suo ospite.
Mentre scappano vengono però attaccati da Semiradov, che invia loro una squadra. Tat'jana è ferita e Konstantin le chiede la siringa: dopo l’iniezione, l'alieno emerge e uccide tutti gli uomini del colonnello. I due scappano, ma non ce la fanno perché Konstantin crolla; Tat'jana si rende conto che lui non può sopravvivere senza l'alieno, poiché oramai sono diventati completamente simbiotici, e si arrende quando Semiradov li raggiunge. Il colonnello ha con sé la creatura, gravemente ferita, per forzarla all'interno di Konstantin: quest'ultimo però fa uccidere Semiradov e compagni, liberando lui stesso e Tat'jana. Tuttavia, mentre le autorità stanno per arrivare, allertate dalla mostruosa sperimentazione di Semiradov, Konstantin si spara per uccidere la creatura e sé stesso.
Qualche tempo dopo, Tat'jana adotta il figlio di Konstantin, e si scopre che lei stessa, da giovane, ha vissuto in un orfanotrofio.

## Produzione
Le riprese principali del film si sono svolte a Mosca nell'inverno 2018-2019. La maggior parte delle scene del film sono state girate presso l'Istituto di chimica bioorganica Shemyakin-Ovchinnikov.

## Distribuzione
Sputnik doveva avere la sua prima mondiale al Tribeca Film Festival nell'aprile 2020 prima che il festival fosse rinviato a causa della pandemia di COVID-19. Sony Pictures Entertainment aveva previsto l'uscita nelle sale del film in Russia il 16 aprile 2020, ma il film è stato invece distribuito su video on demand in Russia sulle piattaforme More.tv, Wink and Ivi.ru il 23 aprile.
IFC Midnight ha acquisito i diritti di distribuzione nordamericana del film all'inizio dello stesso mese. Il film è stato distribuito in sale selezionate e in video on demand in Nord America il 14 agosto 2020. Al momento del rilascio in Russia, oltre un milione di persone hanno trasmesso in streaming Sputnik su More.tv, Wink e Ivi.ru, rendendo il film il titolo più ascoltato in questi servizi in due anni, superando i titoli americani e altri titoli russi. In Italia il film è stato trasmesso in prima visione assoluta il 26 aprile 2021 su Rai 4. È stato successivamente reso disponibile su RaiPlay.

## Accoglienza

### Box office e VOD
Nel suo debutto nel fine settimana americano, il film è stato il quinto film più noleggiato su Apple TV e ha incassato circa 11.000 dollari da 32 sale.

### Critica
Sul sito Rotten Tomatoes, il film ha conseguito un indice di gradimento del 89% sulla base di 107 recensioni, con una valutazione media di 6,90/10. Il consenso dei critici del sito recita: "Efficace horror spaziale alieno con un tocco di epoca sovietica, Sputnik dimostra che ci sono ancora alcuni fantastici thriller fantascientifici rimasti nella galassia". Metacritic ha assegnato al film un punteggio medio ponderato di 61 su 100, basato su 19 critici, indicando "recensioni generalmente favorevoli".
Pavel Voronkov di Gazeta.Ru ha definito la storia del film "deliziosamente semplice" e ha scritto che, a differenza di "Avanpost di Egor Baranov (in cui recitava anche Fedorov) non fa male a guardarla". Dmitry Shepelyov di Igromania ha elogiato le immagini del film ma si è lamentato del fatto che "i cliché diventano la forza trainante principale della storia", concludendo: "Modifica la sceneggiatura, scrivi meglio i personaggi, aggiungi più azioni sanguinose e Sputnik potrebbe essere definito un eccellente thriller fantasy. Ma questo è solo un film di serie B più o meno competente".
Matt Zoller Seitz, nella sua recensione del film per RogerEbert.com, gli ha assegnato un punteggio di tre stelle e mezzo su quattro e ha elogiato il rapporto tra i due personaggi principali: "Le interpretazioni e le caratterizzazioni aggiungono peso, e l'atmosfera molto russa di pesantezza piena di sentimento lo distingue dai suoi cugini americani". Ian Freer of Empire ha dato al film tre stelle su cinque, lodando il suo "divertente design di creature e buon sangue" e definendolo un "thriller schietto ma efficace". Joe Morgenstern del The Wall Street Journal ha scritto che "le performance forti del film, la scenografia sorprendentemente scarna e la cinematografia cupa trasmettono la sensazione che qualcosa di importante stia succedendo. Non è un risultato da poco in quello che si dimostra essere una creatura dotata di talento".
Glenn Kenny del The New York Times ha scritto che "Anche se Sputnik non innova gli aspetti presi in prestito da altri film di fantascienza, li usa sufficientemente bene da creare un'esperienza genuinamente spaventosa e soddisfacente". Tomris Laffley di Variety ha definito il film come "uno studio claustrofobico del personaggio con scene avvincenti [e] schizzi utili di schifoso film di serie B"; ha anche elogiato la "carismatica interpretazione principale" di Akinshina, paragonando favorevolmente il personaggio ad Ellen Ripley del franchise di Alien. Al contrario, John DeFore di The Hollywood Reporter ha scritto che il "tono intensamente serio del film smentisce alcune cose terribilmente sciocche nella sua trama" e ha riassunto il film come "Più noioso di quanto sembri".

### Riconoscimenti
- 2020 - Fright Meter Awards
  - Nomination Migliori effetti speciali
  - Nomination Miglior attore non protagonista a Fëdor Bondarčuk
- 2020 - L'Etrange Festival
  - Nomination Miglior film
- 2020 - Pingyao International Film Festival
  - Nomination Gala-Best Film
- 2020 - Razorreel
  - Nomination Miglior film
- 2020 - Rondo Hatton Classic Horror Awards
  - Nomination Miglior film indipendente
- 2020 - Sitges - Festival internazionale del cinema fantastico della Catalogna
  - Nomination Miglior film
- 2020 - Tribeca Film Festival
  - Nomination Best New Narrative Director
- 2020 - Trieste Science+Fiction Festival
  - Premio Asteroide per il miglior film internazionale di fantascienza
- 2021 - Critics Choice Super Awards
  - Nomination Miglior film horror
  - Nomination Miglior attore in un film horror a Pëtr Fëdorov
- 2021 - Phoenix Critics Circle
  - Nomination Miglior film di fantascienza
- 2021 - San Diego Film Critics Society Awards
  - Nomination Miglior film internazionale
  - Nomination Migliori effetti speciali
- 2021 - Saturn Award[21]
  - Nomination Miglior film internazionale

## Citazioni cinematografiche
In una scena del film Veshnyakov guarda il film di fantascienza Čerez ternii k zvëzdam (1981).